# Nekrolog 1316
Nekrolog
◄◄
| ◄
| 1312
| 1313
| 1314
| 1315
| 1316 | 1317 | 1318 | 1319 | 1320 | ► | ►►
Weitere Ereignisse | Allgemeiner Nekrolog 1316
Die Beschreibung der verstorbenen Person sollte so kurz wie möglich gehalten sein und nur deren signifikante Tätigkeit(en) enthalten.
Neue Namen ggf. auch unter dem Geburts- und Sterbedatum, also etwa unter 1. Januar und im Geburts- und Sterbejahr (2024) eintragen (nur bei entsprechender großer Wichtigkeit). Für Beispiele siehe die schon vorhandenen Artikel.
Außerdem über die fünf zuletzt Verstorbenen, zu denen es einen ausreichend guten Artikel für eine Präsentation auf der Hauptseite gibt, nach der todesbedingten Überarbeitung der Artikel ggf. auch unter Wikipedia Diskussion:Hauptseite informieren und sie am besten auch in den anderen Wikipedia-Sprachversionen eintragen. Tipp: Regelmäßig bei news.google.de nach „ist tot“, „gestorben“ oder „verstorben“ suchen.
Wenn eine Person gestorben ist, gibt es viele Seiten zu dieser Person in der Wikipedia, die davon auch betroffen sind und entsprechend aktualisiert werden müssen. Beispiele: Namenübersichtsseite, Geburtsjahr, Geburtsort-Seiten und viele mehr.
Wie finde ich die betroffenen Seiten?
Im Suchfeld auf der linken Seite gibt man den Suchbegriff so ein: „Vorname Nachname“. Dann klickt man auf Volltext und alle Seiten mit entsprechendem Suchtext werden aufgerufen. Hier sieht man dann schnell, wo auch das Todesjahr Sinn macht oder sogar ein Teil des Artikels angepasst werden muss. Auch hilft das „Werkzeug“ auf der linken Seite sehr gut, um solche Seiten aufzufinden: „Links auf diese Seite“. Somit ist die Wikipedia wieder aktuell in allen Bereichen! Hinweis: bei Eintragung der Kategorie „Gestorben JAHR“ wird der Missbrauchsfilter 49 ausgelöst, was jedoch nicht schlimm ist. Siehe: Spezial:Missbrauchsfilter/49
Dies ist eine Liste von im Jahr 1316 verstorbenen bekannten Persönlichkeiten. Die Einträge erfolgen innerhalb der einzelnen Daten alphabetisch sortiert. Tiere sind im Nekrolog für Tiere zu finden.

## Januar
| Tag        | Name         | Beruf, bekannt als                         | Alter | Beleg |
| ---------- | ------------ | ------------------------------------------ | ----- | ----- |
| 30. Januar | Gottfried I. | Graf von Böblingen, Pfalzgraf von Tübingen |       |       |

## Februar
| Tag         | Name         | Beruf, bekannt als                                       | Alter | Beleg |
| ----------- | ------------ | -------------------------------------------------------- | ----- | ----- |
| 5. Februar  | Sifrid       | deutscher Benediktinerabt                                |       |       |
| 18. Februar | Nikolaus II. | Herr zu Werle-Parchim, ab 1292 Herr zu Werle (1283–1316) |       |       |

## März
| Tag      | Name                  | Beruf, bekannt als                                                                      | Alter | Beleg |
| -------- | --------------------- | --------------------------------------------------------------------------------------- | ----- | ----- |
| 1. März  | Nikolaus von Butrinto | Titularbischof Butrinto und Dominikaner                                                 |       |       |
| 2. März  | Marjorie Bruce        | Tochter des schottischen Königs Richard I. (Robert the Bruce) und Mutter von Robert II. | 19    |       |
| 12. März | Stefan Dragutin       | serbischer König                                                                        |       |       |

## April
| Tag       | Name                 | Beruf, bekannt als   | Alter | Beleg |
| --------- | -------------------- | -------------------- | ----- | ----- |
| 25. April | Friedrich der Kleine | Markgraf von Dresden |       |       |

## Mai
| Tag     | Name                    | Beruf, bekannt als                    | Alter | Beleg |
| ------- | ----------------------- | ------------------------------------- | ----- | ----- |
| 4. Mai  | Rainald von Bar         | Bischof von Metz                      |       |       |
| 19. Mai | Lüthold II. von Rötteln | Dompropst und Elekt des Bistums Basel |       |       |

## Juni
| Tag      | Name                       | Beruf, bekannt als                                                | Alter | Beleg |
| -------- | -------------------------- | ----------------------------------------------------------------- | ----- | ----- |
| 5. Juni  | Ludwig X.                  | König von Frankreich (1314–1316)                                  | 26    |       |
| 7. Juni  | Peter Angeli de Pontecorvo | Bischof von Olmütz                                                |       |       |
| 9. Juni  | Friedrich von Plötzke      | Bischof von Brandenburg (1303–1316)                               |       |       |
| 21. Juni | Pribislaw II.              | Fürst von Mecklenburg-Parchim-Richenberg, Herr des Landes Belgard |       |       |
| 29. Juni | Henry Woodlock             | englischer Ordensgeistlicher                                      |       |       |

## Juli
| Tag      | Name                                | Beruf, bekannt als                                                                | Alter | Beleg |
| -------- | ----------------------------------- | --------------------------------------------------------------------------------- | ----- | ----- |
| 27. Juli | Theobald de Verdon, 2. Baron Verdon | englischer Adliger                                                                | 37    |       |
| Juli     | Ferdinand von Mallorca              | Infant des Königreich Mallorca und Titularfürst von Achaia aus dem Haus Barcelona |       |       |

## August
| Tag       | Name               | Beruf, bekannt als                                 | Alter | Beleg |
| --------- | ------------------ | -------------------------------------------------- | ----- | ----- |
| 2. August | Ludwig von Burgund | Fürst von Achaia und Titularkönig von Thessaloniki |       |       |
| August    | Adam Osgodby       | englischer Kleriker, Master of the Rolls           |       |       |

## Oktober
| Tag        | Name           | Beruf, bekannt als | Alter | Beleg |
| ---------- | -------------- | ------------------ | ----- | ----- |
| 9. Oktober | Richard Kellaw | Bischof von Durham | 0     |       |

## November
| Tag          | Name           | Beruf, bekannt als              | Alter | Beleg |
| ------------ | -------------- | ------------------------------- | ----- | ----- |
| 19. November | Johann I.      | König von Frankreich (1316)     | 0     |       |
| 26. November | Robert Wishart | schottischer Bischof und Regent |       |       |

## Dezember
| Tag          | Name                | Beruf, bekannt als                         | Alter | Beleg |
| ------------ | ------------------- | ------------------------------------------ | ----- | ----- |
| 16. Dezember | Öldscheitü          | mongolischer Ilchan von Persien            |       |       |
| 18. Dezember | Gilbert Seagrave    | englischer Geistlicher, Bischof von London |       |       |
| 22. Dezember | Aegidius Romanus    | Augustiner-Eremit                          |       |       |
| Dezember     | Philippe de Marigny | Erzbischof von Sens                        |       |       |

## Datum unbekannt
| Tag | Name                                        | Beruf, bekannt als                                         | Alter | Beleg |
| --- | ------------------------------------------- | ---------------------------------------------------------- | ----- | ----- |
|     | Ala ud-Din Khalji                           | Sultan von Delhi                                           |       |       |
|     | Albrecht I.                                 | askanischer Regent in Anhalt                               |       |       |
|     | Nicholas Audley, 2. Baron Audley of Heleigh | englischer Magnat                                          |       |       |
|     | Dino Frescobaldi                            | italienischer Dichter                                      |       |       |
|     | Guo Shoujing                                | chinesischer Wasserbauingenieur, Astronom und Mathematiker |       |       |
|     | Ramon Llull                                 | katalanischer Philosoph, Logiker und Theologe              |       |       |
|     | Hermann II. von Lohn                        | letzter Graf der Herrschaft Lohn                           |       |       |
|     | Mechthild II. von Wohldenberg               | Äbtissin vom Stift Gandersheim                             |       |       |
|     | Manuel Moschopulos                          | byzantinischer Philologe                                   |       |       |
|     | Pietro d’Abano                              | italienischer Arzt, Philosoph und Astrologe                |       |       |
|     | Rainald II.                                 | Graf von Dammartin                                         |       |       |
|     | William de Ros, 1. Baron de Ros             | englischer Adliger                                         |       |       |
|     | Rudolf II.                                  | Graf von Tübingen in Herrenberg                            |       |       |
|     | At-Tūfī                                     | hanbalitischer Gelehrter                                   |       |       |
|     | Vytenis                                     | Großfürst von Litauen                                      |       |       |